# Ayesha (voornaam)
Ayesha is een Arabische naam die gebruikt wordt voor meisjes. De betekenis van de naam is "leven" of "levend" en is een variant van de naam Aïcha.
Andere spellingswijzen zijn Ayèsha, Ayésha en Ayësha.
Bekende naamdragers zijn onder andere:
- Ayesha Curry, Canadees-Amerikaanse actrice
- Ayesha Dharker, Brits-Indiaas actrice
- Ayesha Durrani, Afghaans dichteres
- Ayesha Dutt, Indiaas filmproducente
- Ayesha Künzle, Belgisch actrice